# Скедони, Бартоломео
Бартоломео Скедони, или Скедоне (итал. Bartolomeo Schedoni, Schedone; 1578, Модена — 23 декабря 1615, Парма) — рисовальщик, живописец и гравёр итальянского маньеризма из Модены.

## Биография
Художник родился в Модене, Эмилия-Романья. Он был старшим сыном Джулио Скедони и Джулии Царди, в семье было ещё четверо детей: Доменико (1580), Эрколе (1590), Джованни Баттиста (1591—1618) и Барбара, ставшая монахиней в монастыре Санта-Мария Маддалена в Парме. Оставшись вдовцом, Джулио Скедони снова женился на Ливии Форини, как это показано в завещании, составленном 27 мая 1605 года.
Около 1594 года Бартоломео переехал в Парму с отцом, изготовителем масок для придворных празднеств, принятым на службу при дворе герцогов Фарнезе. В 1595 году он отправился в Рим, где недолгое время учился у Федерико Цуккаро при покровительстве Рануччо I Фарнезе, четвёртого герцога Пармы и Пьяченцы из рода Фарнезе. После болезни он вернулся в Парму. Историк искусства граф Карло Чезаре Мальвазиа (1616—1693) утверждал, что Скедони обучался у Аннибале Карраччи в Болонье, хотя ранние произведения художника показывают, что он более изучал работы Корреджо в Парме.
Скедони покинул Парму после тюремного заключения из-за уличной драки и переехал в Модену. Там он работал живописцем при дворе Чезаре д’Эсте и сотрудничал с Эрколе дель Абате в росписи плафона Зала дель Консильо в Палаццо Комунале. После перерыва, вызванного тюремным заключением за очередную ссору, эта работа была завершена в июле 1607 года.
После декабря 1607 года Скедони работал в Парме при дворе Рануччо I. Герцог ценил своего художника и, когда Скедони в 1611 году женился, подарил ему поместье в Фелегаре. Произведения Скедони включают картины на библейские темы и большой алтарный образ «Святое семейство во славе, которому поклоняются святые Иоанн Креститель, Франциск Ассизский, Лаврентий и Перегрин».
Скедони скончался 23 декабря 1615 года. Согласно моденскому хронографу Джованни Баттиста Спакчини, он умер в «приступе страсти» — возможно, покончив самоубийством — после ночи крупных проигрышей в азартных играх.

## Творчество
Зрелый стиль живописи Скедони демонстрирует обоюдное влияние Лодовико Карраччи и Караваджо, чья картина «Погребение Христа» (1603—1604) послужила прототипом для «Положения во гроб» Скедони (ок. 1613). С другой стороны, живописец из Пармы Джованни Ланфранко был среди тех, кто черпал вдохновение в несколько театральном стиле Скедони.
Как и Караваджо, Скедони часто изображал ярко освещённые фигуры на тёмном фоне. Большое внимание oн уделял узорам ярко окрашенных драпировок, которые, по словам историка искусства Лоуренса Гоуинга, «почти скрывают повествовательное содержание сцены и вместо этого распространяют всепроникающее чувство эмоциональной чрезвычайности».
Произведения Скедони хранятся в Национальной галерее Пармы и в других музеях. В санкт-петербургском Эрмитаже имеется шесть картин Бартоломео Скедони.

## Галерея
- Святое семейство. Эскиз. Между 1600 и 1615. Бумага, сангина, мел. Музей Бойманса — ван Бёнингена, Роттердам
- Положение во гроб. Ок. 1613. Холст, масло. Национальная галерея, Парма
- Три Марии у гробницы Христа. Ок. 1613. Холст, масло. Национальная галерея, Парма
- Амур в пейзаже. Ок. 1610. Холст, масло. Государственный Эрмитаж, Санкт-Петербург
- Тайная вечеря. 1610-е. Холст, масло. Национальная галерея, Парма
- Спящий младенец Иисус. Ок. 1605. Холст, масло. Музей Манин, Дижон
- Благотворительность. 1611. Холст, масло. Галерея Каподимонте, Неаполь